# Перехід церковних громад до УПЦ КП
Після створення в червні 1992 року Української православної церкви Київського патріархату (УПЦ КП) в Україні відбувався процес переходу православних церковних громад (зміни парафіями церковної юрисдикції) з Української православної церкви (Московського патріархату) (УПЦ (МП)) та з Української автокефальної православної церкви (УАПЦ) до складу УПЦ КП, а з 15 грудня 2018 року — до новоствореної Православної церкви України (ПЦУ).
Зміна православними парафіями України церковної юрисдикції з 1992 року серед іншого була обумовлена прагненням долучитися до становлення в Україні єдиної помісної православної церкви, з 2014 року — також збройною агресією Росії проти України. У період з червня 1992 до грудня 2018 року відбулося понад 70 таких переходів з УПЦ (МП) до УПЦ КП . Крім того, зафіксовано понад 60 випадків зміни церковної юрисдикції з УАПЦ на УПЦ КП . Окремі випадки переходів характеризувалися конфліктами, силовими захопленнями храмів, кримінальними справами та судовими процесами.

## Юридична складова
Зміна церковної юрисдикції здійснюється згідно з ч. 2. ст. 8 Закону України «Про свободу совісті та релігійні організації», де зазначено:
|  | Держава визнає право релігійної громади на її підлеглість у канонічних і організаційних питаннях будь-яким діючим в Україні та за її межами релігійним центрам (управлінням) і вільну зміну цієї підлеглості. |